# Ligament cunéo-métatarsien interosseux
Les ligaments cunéo-métatarsiens interosseux sont trois ligaments des articulations tarso-métatarsiennes.

## Description
Le premier ligament cunéo-métatarsien interosseux (ou ligament de Lisfranc) est épais et court. Il relie le cunéiforme médial au deuxième métatarsien. Il s’insère en dessous de la facette articulaire du cunéiforme médial qui répond à celle du cunéiforme intermédiaire et en dessous de la facette articulaire de la base du deuxième métatarsien.
Le deuxième ligament unit les cunéiformes intermédiaire et latéral aux deuxième et troisième métatarsiens. Il est constitué de quatre faisceaux. Deux antéro-postérieurs qui unissent l'un le cunéiforme intermédiaire et le deuxième métatarsien et l'autre le cunéiforme latéral et le troisième métatarsien et deux obliques croisés en X qui unissent l'un le cunéiforme intermédiaire et le troisième métatarsien et l'autre le cunéiforme latéral et le deuxième métatarsien.
Le troisième ligament complète la liaison entre le cunéiforme latéral et le troisième métatarsien.